# Inger Koch
Inger Birgitta Koch, född Alnö 16 december 1934 i Nikolai församling i Örebro, död 6 december 2021 i Kungsholmens distrikt i Stockholm, var en svensk politiker (moderat). Hon var riksdagsledamot 1983–1985 och 1987–1998 för Stockholms läns valkrets. Koch bodde då i Täby.
Koch var ledamot av utrikesutskottet 1988–1998.